# Arachnis perotensis
Arachnis perotensis är en fjärilsart som beskrevs av William Schaus 1889. Arachnis perotensis ingår i släktet Arachnis och familjen björnspinnare. Inga underarter finns listade i Catalogue of Life.